# Federico Sordillo
Federico Sordillo (ur. 1916, zm. 7 lutego 2004 w Mediolanie), włoski działacz piłkarski, adwokat.
Był prezydentem klubu piłkarskiego A.C. Milan, a 1980–1986 prezydentem Włoskiej Federacji Piłkarskiej. W okresie jego prezydentury reprezentacja Włoch sięgnęła po tytuł mistrza świata (1982).